# Distretto di Ongoy
Il distretto di Ongoy è un distretto del Perù nella provincia di Chincheros (regione di Apurímac) con 7.942 abitanti al censimento 2007 dei quali 961 urbani e 6.981 rurali.
È stato istituito fin dall'indipendenza del Perù.